# John D'Or Prairie 215
John D'Or Prairie 215 är ett reservat i Kanada.   Det ligger i provinsen Alberta, i den centrala delen av landet, 3 000 km väster om huvudstaden Ottawa.
I omgivningarna runt John D'Or Prairie 215 växer i huvudsak blandskog. Trakten runt John D'Or Prairie 215 är nära nog obefolkad, med mindre än två invånare per kvadratkilometer.